# 李長春 (隆慶進士)
李長春（1545年—1607年），字元甫，號棠軒，四川敘州府富順縣籍，湖廣荊州府公安縣人，明朝政治人物。

## 生平
四川鄉試第四十七名舉人，隆慶二年（1568年）戊辰科第二甲第一名進士。選庶吉士，三年丁父憂歸。服闋，六年五月授編修。萬曆初，以纂修穆宗实录完成，晋修撰。萬曆五年（1577年）八月升侍講，六年四月编纂六曹章奏。八年丁母憂，十一年四月復除原职，五月管會典參對較正事務，十二年二月升右春坊右諭德，十三年二月充經筵講官，七月与左諭德于慎行主考應天府鄉試，十一月清理贴黄，十四年三月升左庶子兼侍讀，五月升國子監祭酒，八月補經筵講官，十五年六月升南京工部右侍郎，十月起南京礼部右侍郎，十七年六月改北礼部左侍郎、兼翰林院侍讀學士，十二月充經筵日讲官，十九年九月晋禮部尚書。视事二年，为給事中李汝華、李養質所論，十四疏乞骸骨，不许，又五疏请展墓，得旨驰驿归，归家十五年，萬曆三十五年七月卒，享年六十三。赐祭葬，三十七年赠太子少保。

## 著作
著有《進講日録》、《南宫疏抄》、《玉華洞集》、《逍遥游稿》。

## 家族
高祖李本，南京吏部尚書。曾祖李文昌，鳳陽府照磨。祖李鳳，陕西按察司副使；父李方至，嘉靖庚戌進士，工部都水司郎中。嫡母朱氏（封宜人），生母王氏。具慶下。兄長虹；長汀，弟長年；長茂；長嗣；富春；貴春；回春；向春；同春；屬春。